# Jacqueline Pusey
Jacqueline „Jackie” Pusey (ur. 14 sierpnia 1959 w regionie Saint Mary) – jamajska lekkoatletka specjalizująca się w biegach sprinterskich, dwukrotna uczestniczka letnich igrzysk olimpijskich (Montreal 1976, Moskwa 1980).
W 1981 uhonorowana została tytułem Sportsmenki Roku (ang. Jamaica Sportswoman of the Year) na Jamajce.

## Sukcesy sportowe
| Rok  | Miasto          | Zawody                                   | Konkurencja                 | Wynik         |
| ---- | --------------- | ---------------------------------------- | --------------------------- | ------------- |
| 1975 | Ponce           | mistrzostwa Ameryki Środkowej i Karaibów | bieg na 200 m               | srebrny medal |
| 1976 | Montreal        | igrzyska olimpijskie                     | sztafeta 4 × 100 m          | 6. miejsce    |
| 1977 | Jalapa Enriques | mistrzostwa Ameryki Środkowej i Karaibów | bieg na 200 m               | srebrny medal |
| 1980 | Moskwa          | igrzyska olimpijskie                     | sztafeta 4 × 100 m          | 6. miejsce    |
| 1981 | Santo Domingo   | mistrzostwa Ameryki Środkowej i Karaibów | bieg na 200 m bieg na 400 m | złoty medal   |
| 1983 | Helsinki        | mistrzostwa świata                       | sztafeta 4 × 100 m          | brązowy medal |

## Rekordy życiowe
- bieg na 100 metrów – 11,29 – Ciudad Bolívar 14/08/1981
- bieg na 200 metrów – 22,82 – Londyn 08/08/1980